# Bureau Veritas
Pour les articles homonymes, voir Veritas.
Bureau Veritas est une entreprise française spécialisée dans les essais, l’inspection, l'audit, et la certification fondée en 1828. Elle est active dans le bâtiment, les infrastructures, l’agroalimentaire, les matières premières, la marine, la navigation, l'industrie et les biens courants. Implantée dans 140 pays, elle  s'appuie sur un réseau de 1 500 agences et laboratoires et emploie 84 000 personnes. 
Le groupe Bureau Veritas est coté à la bourse de Paris et a généré un chiffre d’affaires de 5,65 milliards d’euros en 2022. Hinda Gharbi est Directrice Générale du groupe depuis juin 2023.
Son plus important actionnaire est le fonds Wendel de la famille Wendel. Le siège de l'entreprise est Neuilly-sur-Seine.

## Histoire
L'entreprise est fondée à Anvers (Belgique) le 1er juillet 1828. Cette année-là, Alexandre Édouard Delehaye (1786-1852), Louis van den Broek et Auguste-Laurent Morel créent un « Bureau de renseignements pour les assurances maritimes » dans le but « d'établir la vérité et de l'exposer sans appréhension ni favoritisme ». La création de ce « bureau » fait suite aux tempêtes de 1821 qui ravagèrent l’Europe et de nombreux navires et rendirent nécessaire de « faire connaître les qualités et les défauts des navires ». Leur objectif est de fournir aux assureurs toutes les informations requises pour leur permettre d'évaluer le niveau de fiabilité des navires et de leurs équipements, ainsi que d'assurer la protection des biens et des personnes. Un an après sa fondation, le 28 mai 1829, la société adopte le nom de « Bureau Veritas » qu'elle conserve encore de nos jours.
En juillet 1833, le bureau s'établit à Paris, tout en conservant une succursale à Anvers.
En 2008, le bureau entre en bourse.
En 2019, Bureau Veritas génère un chiffre d’affaires de 5,1 milliards d’euros, sur les 186 milliards d’euros générés par le marché du test, de l’inspection et de la certification.
En 2020, Bureau Veritas accompagne la construction de la Dubai Creek Tower, l’une des plus hautes du monde, pour laquelle il a déjà certifié les plans et les fondations. Bureau Veritas est frappé par la crise économique liée à la pandémie de Covid-19 : le groupe enregistre une perte nette de 34,1 millions d'euros au premier semestre, contre un bénéfice net de 171 millions l'an dernier. Le chiffre d'affaires chute de 11 % au premier semestre 2020. Le groupe bénéficie néanmoins d'une structure financière solide ne présentant aucune échéance à refinancer avant 2023. Au 30 juin 2020, Bureau Veritas dispose d'une trésorerie et d'équivalents de trésorerie disponibles de 2,1 milliards d'euros.
En 2020, Bureau Veritas annonce un bénéfice net de 125,3 millions d'euros malgré un chiffre d'affaires en baisse de près de 10 % à 4,6 milliards d'euros. La diversification de ses activités permet donc à l'entreprise de rester dans le vert malgré la crise.
Au premier semestre 2021, Bureau Veritas dégage un bénéfice net de 196,9 millions d'euros avec un chiffre d'affaires de 2,4 milliards d'euros, en hausse de 9,9 par rapport à 2020. La direction s'annonce satisfaite après avoir perdu 34 millions d'euros au cours de la crise sanitaire de 2020. Ces chiffres permettent donc au groupe de remonter ses prévisions de croissance pour l'ensemble de l'année 2021. La même année, Bureau Veritas recrute 8 000 personnes dont 1 000 en France.
En 2024, Bureau Veritas entame des discussions pour se rapprocher de SGS, son concurrent suisse. Ces discussions s'interrompent en janvier 2025.
Sur l'ensemble de l'année 2024, Bureau Veritas enregistre une augmentation de son résultat net de 13% à 569,4 millions d’euros, avec un chiffre d'affaires de 6,24 milliards d'euros, à + 10 %.
En mars 2025, Wendel, l'actionnaire majoritaire, annonce réduire sa participation au sein de Bureau Veritas avec une vente de 6,7 % du capital, un an après une première cession de 9 % un an plus tôt, rabaissant sa présence dans le capital à 25 %.

### Acquisitions
En janvier 2015, le groupe se développe en Chine. Bureau Veritas fait l’acquisition de Shandong Chengxin, une société chinoise spécialisée dans les services d’assistance à la construction d’infrastructures industrielles dans le secteur de l’énergie. En 2017, la Chine devient le premier pays du groupe, tant en effectifs qu’en chiffre d’affaires. En avril 2019, Bureau Veritas acquiert Shenzhen Total-Test, société chinoise d’analyses alimentaires. L’objectif de Bureau Veritas est d'atteindre le milliard d'euros de chiffre d’affaires en Chine d'ici 2021.
En 2017, le groupe annonce l’acquisition de Primary Integration Solutions aux États-Unis, et étend ainsi son activité bâtiment et Infrastructures aux data centers. En mars 2018, l’expansion du groupe se poursuit dans le secteur de la construction aux Etats-Unis, avec l’acquisition d’EMG. Il poursuit le développement de Bureau Veritas aux Etats-Unis avec le rachat de Owen en 2019, spécialisé dans les services de conformité des bâtiments et infrastructures.
En Europe, Bureau Veritas fait l’acquisition en 2019 de Q Certificazioni, société italienne de certification biologique de produits alimentaires ; la même année, avec l’intégration de Capital Energy en France, il développe ses services de conseil et d'assistance en matière de certificats d'économies d'énergie.

### Partenariats
En 2016, Bureau Veritas, signe un accord de partenariat avec Dassault Systèmes, afin d’utiliser leur plateforme numérique 3DEXPERIENCE pour procéder à l’évaluation continue des navires, des plateformes offshores ainsi que des équipements à bord pendant toute leur durée de vie.
Un partenariat avec Microsoft est signé en 2019, concernant le développement de l’intelligence artificielle dans ses laboratoires de test.

## Gouvernance

### Actionnaires
Liste des principaux actionnaires au 24 octobre 2021 :
| Wendel SE                          | 35,5 % |
| Wellington Management              | 6,87 % |
| The Vanguard Group                 | 1,62%  |
| Capital International              | 1,62%  |
| Norges Bank Investment Management  | 1,30%  |
| Invesco Canada                     | 1,24%  |
| Newton Investment Management (en)  | 1,19 % |
| BlackRock Fund Advisors            | 1,04 % |
| Threadneedle Asset Management (en) | 0,99 % |
| DWS Investment                     | 0,93 % |

### Comité Exécutif
- Hinda Gharbi, Directrice générale[4] ;
- Alberto Bedoya, Vice-Président exécutif, Division Matières Premières, Industrie & Infrastructures (CIF) Amérique latine[32] ;
- Vincent Bourdil, Vice-Président exécutif de l’organisation Global Business Lines et Performance ;
- Juliano Cardoso, Vice-Président exécutif, Développement de l'entreprise et développement durable ;
- François Chabas, Vice-Président exécutif Finance ;
- Catherine Chen, Vice-Présidente exécutive de la division Biens de consommation[33] ;
- Maria Lorente Fraguas, Vice-Présidente exécutive Ressources Humaines;
- Philipp Karmires, Vice-Président exécutif et Chief Digital Officer du Groupe ;
- Laurent Louail, Vice-Président exécutif Matières Premières, Industrie & Infrastructures (CIF) Europe du Sud et de l’Ouest ;
- Béatrice Place Faget, Vice-Présidente exécutive Affaires juridiques et Audit interne[34];
- Marc Roussel, Vice-Président exécutif Matières Premières, Industrie & Infrastructures (CIF), France et Afrique
- Surachet Tanwongsval, Vice-Président exécutif en charge de l'Asie-Pacifique, Matières Premières, Industries & Infrastructures ;
- Shawn Till, Vice-Président exécutif Matières Premières, Industrie & Infrastructures (CIF) Amérique du Nord[35] ;
- Matthieu de Tugny, Vice-Président exécutif de la division Marine & Offshore ;

### Conseil d'administration
Le Conseil d'administration de Bureau Veritas est composé de douze membres. En juillet 2023, Geoffroy Roux de Bézieux est nommé Administrateur indépendant de la société.